# 스티븐 킹
스티븐 에드윈 킹(영어: Stephen Edwin King, 1947년 9월 21일 ~ )은 미국의 호러 (공포), 초자연(supernatural fiction), 서스펜스, 과학 및 환상소설의 작가이자 극작가, 음악가, 칼럼니스트, 배우, 영화제작자, 감독이다. 호러 소설로 가장 잘 알려져 있으며 3억 5천만 부가 넘는 판매부수 기록을 보유하고 있다. 호러의 왕(King of Horror)이라는 별명을 갖고 있으며, 전문가로서 호러 소설의 역사에 정통하지만 SF, 판타지, 중·단편소설, 논픽션, 연극대본 등도 많이 썼다. 많은 소설이 영화, 텔레비전 드라마, 만화 등 다른 미디어에 차용되었다. 리처드 바크먼(Richard Bachman)이라는 필명으로도 《롱 워크》(The Long Walk)를 포함하여 7권의 책을 썼으며, 존 스위든(John Swithen)이라는 이름도 한 번 사용했다. 여전히 왕성하게 창작 활동을 하고 있다.

## 생애

#### 어린 시절
도널드 에드윈(Donald Edwin)과 넬리 루스 필즈베리 킹(Nellie Ruth Pillsbury King) 사이에서 태어났다. 두 살이 되던 해 아버지가 담배를 사러간다며 집을 나갔고, 어머니 혼자 킹을 양육하였다. 그리고 데이비드(David)를 입양하여 킹의 형으로 삼았다. 가족은 때때로 경제적 곤궁에 시달렸다. 그들은 위스콘신주의 웨스트디피어(West De Pere), 인디애나주의 웨인, 코네티컷주의 스트랫퍼드 등으로 옮겨다녀야 했다. 11살 되던 해, 메인주 더럼으로 돌아왔고, 어머니는 부모님이 돌아가실 때까지 돌봐드렸다. 그 후 어머니는 정신지체인을 돌보는 지역시설에서 일했다.

#### 교육과 첫 시도
더럼 초등학교(Durham Elementary School)를 다녔다. 일찍부터 EC 호러 만화의 열렬한 독자였고, 재미삼아 글을 써서, 데이브스래그(Dave's Rag) 지에 투고를 하였다. 이것은 그의 형이 등사기로 찍어낸 것이었다. 나중에는 그가 영화등에서 본 스토리에 기초해서 쓴 소설을 주변 친구들에게 팔기도 했지만 선생에게 발각되어, 번 돈을 되돌려주어야 했다. 독립적으로 출간된 그의 첫 번째 소설은 《나는 10대 무덤도굴꾼이었다》(I Was A Teenage Grave Robber, Comics Review, 1965년).

#### 《캐리》의 성공
1973년 어머니날에 더블데이(Doubleday)출판사가 소설 《캐리》(Carrie)를 사들였다. 사실 그 작품은 당초 구상했던 아이디어를 전개시키다가 왠지 실망한 킹이 쓰레기통에 버린 원고를 아내 태비사가 되살려 끝내도록 한 것이라고 한다. 선불로 2500불을 받았으며(당시의 기준으로 하나의 소설에 대한 금액으로는 많지 않은 것이었다), 결국 페이퍼백 출판권으로 40만불을 벌었다 (그 중 반은 출판사에 지불했다). 어머니의 건강이 안좋아져서 그와 가족은 메인주 남부로 이사를 갔다. 이 시기에 《재래》(Second Coming)라는 소설을 쓰기 시작했는데, 후에 《예루살렘의 롯》(Jerusalem's Lot)이라고 바꿨다가 다시한번 《살렘스 롯》(‘Salem’s Lot)으로 바꿔서 1975년 출간하였다. 1974년 캐리의 출간 직후, 어머니가 자궁암으로 세상을 떠났다. 그녀가 죽기전까지 이모인 엠리네가 소설을 읽어주었다고 한다. 이때부터 킹은 음주습관이 심각해져서, 심지어 어머니의 장례식에서 조사를 읽을 때조차 취해있었다고 한다. 어머니를 잃었고 알콜의존증이라는 문제를 안고있었지만 그에게는 흥미진진한 시기였다. 어머니의 사후 킹과 가족은 콜로라도의 보울더로 이사하였고, 《샤이닝》(The Shining, 1977년)을 썼다. 가족이 메인주 서부로 돌아온 것은 1975년이었다. 그곳에서 네 번째 소설인 《스탠드》(The Stand, 1978년)를 썼다. 1977년, 가족과 함께 짧게 영국에 다녀온 뒤 메인 대학에서 창작론 강의를 시작했다. 이래로 그의 주거지는 계속 메인이다.

#### 리처드 바크먼
1970년대 말과 1980년대 초에 약간의 단편소설 (Rage 1977년, The Long Walk 1979년, Road Work 1981년, The Running Man 1982년, Thinner 1984년)을 리처드 바크먼이라는 가명으로 출간하였다. 새로운 조건 속에서도 성공을 그대로 재현할 수 있을지 스스로 따져보고 싶은 마음과 함께 자신이 누리는 인기는 순전히 운이 아닌가라는 의구심을 없애고 싶은 실험이었다. 바크먼의 소설들은 작가의 진정한 정체에 대한 팁을 포함하고 있었는데, 이를 눈치챈 어떤 독자에 의해 저자의 본명이 킹이라는 사실이 세상에 알려지게 되었다. 1996년 《데스퍼레이션》(Desperation)을 발표할 때 자매판인 《레귤레이터》(The Regulators)는 저자명에 바흐만의 이름을 붙였다.
2006년 영국에서 기자회견에서, 《블레이즈》(Blaze)라는 제목의 바크먼 소설 원고를 하나 더 발견했다고 밝혔다(2007년, 6월 12일, 미국과 영국 출판). 이 원고는 수년동안 킹의 모교인 메인대학에 보관되어 있었으며, 킹은 1973년에 1차로 완성했던 원고를 완전히 다시 썼다.

#### 중독
1987년 《토미노커》(The Tommyknockers)를 출판한 직후의 일이었다. 가족과 친구들은 심각해진 중독문제에 개입하기 위해 증거품들을 찾아서 그의 앞에 늘어놓았는데, 맥주병, 담배갑, 코카인, 발륨, 마리화나, 알프라졸람, NyQuil, 기침감기약 등이 포함되어 있었다. 그는 솔직한 태도로 도움을 구했고, 이후로는 모든 형태의 약물과 알콜류를 끊고, 멀쩡한 정신을 유지하며 살게 되었다.

#### 교통사고
1999년 여름 무렵, 《유혹하는 글쓰기》(On Writing: A Memoir of the Craft)의 회고부분을 끝낸 채 진척시키지 못하고 8개월을 방치해두고 있던 중이었다. 6월 19일 오후 4시 30분 경, 메인주 센터러벨(Center Lovell) 5번 도로(Route 5)의 갓길을 걷고 있는데, 브라이언 스미스(Bryan Smith)가 운전하는 미니밴이 뒷좌석의 강아지 때문에 길을 이탈했고 이어서 킹을 치었다. 그는 도로에서 14피트나 떨어진 곳에 처박혔다. 옥스퍼드 군의 부보안관 맷 배이커(Matt Baker)에 따르면, 킹은 뒤에서 받혔으며 목격자가 진술한 바에 따르면 운전자는 과속이나 난폭운전을 하지 않았다고 말했다. 그러나 킹의 공식 웹사이트에는 그 자신이 사고를 낸 차와 서로 정면을 바라보고 있었다(뒤가 아니라 앞에서 받혔다)고 밝히고 있다. 사고 당시 킹은 부보안관에게 가족과 연락할 수 있는 전화번호를 알려줄 정도로 의식을 갖고 있었다. 처음에는 브리지턴(Bridgton)의 노던컴벌랜드 병원(Northern Cumberland Hospital)으로 실려갔다가, 헬기로 루이스턴의 중앙메인병원(Central Maine Hospital)으로 옮겨졌다. 오른쪽 폐가 주저앉고, 오른다리가 복합골절되었으며, 두피가 찢어지고, 엉덩이가 부러졌다고 진단을 받은 그는 7월 9일 이후로 거의 3주간을 입원해야 했다. 사실은 그해 초에 소설 한 편(《뷰익 8로부터》, From a Buick 8)을 거의 끝내놓은 상태였는데, 그 등장인물 중 하나가 차에 받히는 교통사고를 당하는 스토리가 있었다. 그 유사함에 대해서는 "지나치게 신경 쓰고 싶지는 않다." 고 말했다.
10일간 5번의 수술과 물리치료를 받은 후, 7월에 다시 집필 작업(《유혹하는 글쓰기》)에 복귀하였지만, 엉덩이의 고통이 너무 심해서 의자에 오래 앉아 있지는 못했다. 사고를 낸 차에 대한 재미있는 일화가 있다. 킹은 전속 변호사를 통해서 1500불에 스미스의 밴을 사들임으로써 밴이 이베이에 나오는 것을 막았고, 차에 대한 감정을 풀고 싶었던지 야구방망이로 실컷 때려부순 다음에야 폐차처리를 시켰다고 한다. 훗날 한 인터뷰에서는 야구방망이 대신 해머를 써서 완전히 부숴버리고 싶은 심정이었다고 밝혔다. 차 사고에 대한 소설적 설명이 《다크 타워》 시리즈의 마지막 소설에 등장하는데, 주인공(롤랜드 데스체인, Roland Deschain)이 킹을 치려는 밴을 저지하며, 응급차가 도착하기 전까지 스미스와 킹이 나눈 대화의 일부가 소재로 사용되었다.
2년 후 그 사고가 폐에 남긴 후유증으로 심한 폐렴을 앓는다. 이 기간 중에 부인 태비사 킹은 남편의 스튜디오를 재배치하려는 의욕을 얻고 공사를 시작했는데, 공사 도중에 방문한 킹은 만일 자신이 실제로 죽는다면 자신의 작업실이 어떻게 보일까를 생각하다가 소설 《리지의 이야기》(Lisey's Story)의 영감을 얻었다. 2002년, 절필을 선언하였다. 앉아있는 것을 고통스럽게 만들고 체력을 현저히 떨어뜨린 사고의 후유증이 결정에 부분적으로 영향을 미쳤다. 얼마 안가 그는 집필을 재개했다.

#### 가족들
센터 로벨과 뱅고어(Bangor)에 각각 한 채씩의 집을 소유하고 있다. 겨울에는 아내와 함께 플로리다주 새러소타의 멕시코만 앞에 자리한 맨션에서 보낸다. 그와 아내는 세 명의 자녀와 세 명의 손자(손녀)를 보았다. 그의 아내 역시 자신의 소설을 아홉 권 출판한 바 있으며, 자녀들 또한 출간경력이 있는 소설가 집안이다. 특히 오언 킹은 첫 번째 단편집을 펴내기도 했다. 딸인 나오미 킹은 뉴욕주 유티카(Utica)의 유니테리언 유니버셜리스트 교회(Unitarian Universalist Church)의 목사로서 2년을 시무하였으며, 그곳에서 파트너인 싼데카 목사(Rev. Dr. Thandeka)와 함께 살았다. 현재 사우스 플로리다의 플랜테이션(Plantation)에 있는 유니테리언 유니버셜리스트 교회를 섬기고 있다.

## 개인적 관심
- 2000년, 인쇄출판을 하지 않고, 인터넷으로 소설을 다운받는 방식으로 출판을 시도했다(The Plant). 판매는 성공적이지 못했고, 프로젝트는 중단되었다.
- 2003년 8월 이후로, 엔터테인먼트 위클리지에 매월 1차례씩 대중문화에 대한 자신의 견해를 쓰고 있다. 마이클 잭슨을 팝의 왕(The King of Pop)이라고 부르는 것을 본따서 그 칼럼의 제목을 킹의 대중문화(The Pop of King)라고 지었다.
- 민주당 대통령 후보 버락 오바마에 대한 지지를 밝혔다.
- 1980년대 두 차례나 시도했다가 마무리하지 못했던 SF 소설 《언더 더 돔》이 2009년 11월 발행되었으며, 이를 원작으로 한 동명의 13부작 SF 드라마 시즌1이 2013년 미국 CBS에서 방영되었고 2014년 시즌2 방영 예정이다.
- 상업적으로 성공을 거둔 후, 부부는 그들이 거주하는 지역사회에 많은 기부를 하였다. 메인 대학교 수영팀에 기부함으로써 학교의 체육부가 없어지는 것을 막았고, 지역 YMCA와 YWCA 프로그램에 기부를 하여 개선과 개량이 가능하게 했다. 매년 고등학교와 전문학교 학생들을 후원하고 있다.
- 보스턴 레드삭스의 팬이며, 종종 홈구장과 원정경기장을 찾는다. 1999년 아들인 오언의 뱅고어 웨스트 팀(Bangor West Team)이 메인주의 소년리그 챔피언십에 나갈 수 있도록 도왔다.
- 존 코퍼레이션(The Zone Corporation) 라디오방송사를 소유하고 있다. 이 회사는 WDME, WZON, WKIT을 구성하는 중부 메인의 라디오방송국이다.
- 2008년 4월, 공개적으로 법안 HB1423에 대해서 반대의사를 표명하였다. 이 법은 매사추세츠주의 회에서 심의 중이었는데 18세 이하의 청소년들에게 폭력적인 비디오 게임 판매를 금지하는 내용을 담고 있다. 비록 자신이 그 비디오 게임과 어떤 개인적 이해관계도 없지만, 제안된 법은 정치인들이 대중문화를 희생양으로 삼으려는 의도에서 비롯된 것이고, 아이들의 부모들을 젖혀두고 권력이 대리부모역할을 하려는 것이며, 이런 시도는 대체로 끔찍한 결말을 낳았고 비민주적이라는 것이 비판의 주요 내용이었다.

## 작품
- (영어) 장편소설
- (영어) 단편작품
- (영어) 리처드 바크먼 소설
- (영어) 단편소설
- (영어) 단편집 목록
- (영어) 총목록 (연대순)

## 작품과 반응
- 《유혹하는 글쓰기》(On Writing: A Memoir of the Craft)에서 글쓰기에 관한 자신의 생각을 상세히 설명했다(특히 플롯에 대한 생각과 글을 전개시켜나가는 독특한 방식에 관해).

"..........<뉴요커>와의 어느 인터뷰에서 내가 소설이란 땅 속의 화석처럼 발굴되는 것이라고 믿는다는 말을 했을 때 기자는 내 말을 못 믿겠다고 했다. 그래서 나는, 안 믿어도 좋다, 다만 ‘내가’ 그렇게 믿는다는 것만 믿어주면 된다고 대답했다. 그 말은 사실이다. 소설은 선물용 티셔츠나 전자 오락기가 아니다. 소설은 이미 존재하고 있으나 아직 발견되지 않은 어떤 세계의 유물이다.......중략......여러분의 솜씨가 좋든 나쁘든 상관없이, 그리고 경험이 많든 적든 상관없이, 아무것도 부러뜨리거나 잃어버리지 않고 화석 전체를 무사히 땅 속에서 끄집어내기란 아마 불가능할지도 모른다. 그나마 대부분이라도 발굴하려면 삽 대신에 좀 더 섬세한 연장들을 사용해야 할 것이다. 공기 펌프, 아주 작은 곡괭이, 심지어는 칫솔이 필요할 수도 있다. 그런데 플롯은 너무 큰 연장이다. 작가에게는 착암기와 같다고 해도 좋겠다. 물론 착암기를 사용하여 단단한 땅에서 화석을 발굴하는 것도 불가능한 일은 아니다. 그러나 착암기를 쓰면 발굴하는 것보다 부수는 것이 더 많다는 사실쯤은 여러분도 충분히 짐작할 수 있을 것이다. 착암기는 너무 투박하고 기계적이며 파괴적이다. 플롯은 좋은 작가들의 마지막 수단이고 얼간이들의 첫 번째 선택이라는 것이 나의 생각이다. 플롯에서 태어난 이야기는 인위적이고 부자연스러운 느낌을 주게 마련이다............중략

이 상황들은 모두 언젠가 – 샤워 중에, 운전 중에, 또는 산책 중에 – 내 머리에 떠올라서 소설로 써냈던 것들이다. 그 중에는 추리 소설 못지않게 복잡한 작품도 더러 있지만 (이를테면 《돌로레스 클레이본》), 미리 플롯을 짜 놓고 집필한 작품은 하나도 없다. 하다못해 종이 쪽지에 메모 한 줄 휘갈겨 놓은 것도 없었다. 그러나 스토리와 플롯은 전혀 다르다는 사실을 명심해야 한다. 스토리는 자랑스럽고 믿음직한 반면, 플롯은 교활한 것이므로 가둬놓아야 마땅하다. 위에 요약된 소설들도 물론 수정작업을 거쳐 가다듬고 세부적인 내용을 덧붙이기는 했다. 그러나 대부분의 내용은 처음부터 그 자리에 있었던 것들이다."
- 리처드 매드슨을 '작가로서 나에게 가장 큰 영향을 준 사람' 이라고 소개했다. 러브크래프트의 팬이다.

- 호러 소설가인 피터 스트라우브(Peter Straub)와 두 권의 소설을 공동 집필하였다 (The Talisman, Black House).

- 많은 작품들이 메이저 영화사의 영화나 텔레비전 미니시리즈로 제작되었다. 다른 작가들과 달리 다른 매체에서 자신의 작품을 수정하는 것에 대해서 크게 괘념치 않는 것으로 알려져 있다.(다만 스탠리 큐브릭의 《샤이닝》만은 마음에 들어하지 않아 결국 나중에 스스로 TV 시리즈로 만들기도 했다)

#### 반응
- 비평가 S.T. 조시(Joshi)는 전후 호러소설 분석에서 한 장을 할애하여 킹의 작품을 분석하였다. 그는 킹의 가장 잘 알려진 작품들이 대체로 부풀려지고, 비논리적이며, 데우스 엑스 마키나에 의한 결말로 기우는 경향이 있다고 비판하였다.

- 2003년에 킹이 국립도서기금으로부터 수상한 것에 대해, 학계의 몇 사람이 불만을 나타내었다. 리처드 스나이더(Richard Snyder, 사이먼 앤드 슈스터 사의 전 대표)는 킹의 작품을 비문학적이라고 했으며, 비평가 해럴드 블룸(Harold Bloom)은 수상 결정을 비난하였다.

- 《캐리》의 출판이후로 킹과 그의 작품에 대한 대중적인 인지도는 절정에 달하여 미국내에서 The Twilight Zone이나 생전의 앨프리드 히치콕만큼이나 유명해졌다. 세계제일의 베스트셀러 작가이며 출판사상 경제적으로 가장 성공한 작가로서 미국 (호러)문화 아이콘 서열에서 가장 윗자리를 차지할 것이다.

#### 수상
- 6차례의 브램 스토커상(Bram Stoker awards)
- 6차례의 호러 길드상(Horror Guild awards)
- 5차례의 로커스상
- 3차례의 세계 판타지 상(World Fantasy Awards)
- 오 헨리상(O. Henry award, 1996년) - 대상작은 단편인 《흑의의 남자》(The Man in the Black Suit).
- 휴고상(Hugo Award, 1982년)
- 2003년, 호러작가협회(Horror Writer's Association)로부터 종신기여상(Lifetime Achievement Award) 수상.
- 2003년, 국립도서기금(National Book Foundation)으로부터 미국편지에 대한 탁월한 공헌(Distinguished Contribution to American Letters)을 했음을 기리는 메달을 받았다.
- 2007년, 비캐나다인으로서 유일하게 캐나다 문헌길드(Canadian Literary Guild)로부터 종신 기여상(an award for lifetime achievement)을 수상.

## 같이 보기
- 캐슬록